# Kaliboto Kidul
Kaliboto Kidul is een bestuurslaag in het regentschap Lumajang van de provincie Oost-Java, Indonesië. Kaliboto Kidul telt 7181 inwoners (volkstelling 2010).